# HMS Black Prince (1904)
Il HMS Black Prince fu un incrociatore corazzato della classe Duke of Edinburgh costruito per la Royal Navy nei primi anni del novecento. All'inizio della prima guerra mondiale era di stanza nel Mediterraneo e partecipò all'inseguimento della Goeben e della Breslau. Dopo che le navi tedesche raggiunsero i porti Ottomani, da metà agosto 1914, la nave fu inviata nel Mar Rosso per proteggere i convogli dall'India e per catturare navi mercantili tedesche. Dopo aver catturato due navi, nel dicembre 1914, il Black Prince fu trasferito alla Grand Fleet per poi affondare sotto il fuoco delle navi da battaglia tedesche durante la battaglia dello Jutland nel maggio del 1916, con la perdita dell'intero equipaggio.

## Costruzione
Con la legge navale del 1902-3 (Navy Estimates) furono ordinati due nuovi incrociatori corazzati il Duke of Edinburgh ed il Black Prince (in onore di Edoardo il Principe Nero). Furono i primi progetti per la Royal Navy realizzati sotto il nuovo direttore delle costruzioni navali (Director of Naval Construction), Philip Watts, architetto della HMS Dreadnought. Il nuovo progetto comprendeva dimensioni ed armamento notevolmente maggiori rispetto alle classi precedenti, la classe Monmouth e la classe Devonshire, con sei cannoni da 9,2 in (234 mm) in torrette singole.
Il Black Prince dislocava 12 590 long ton (12 790 t) al varo e 13 965 long ton (14 189 t) a pieno carico. La lunghezza fuori tutto era di 505 piedi 6 pollici (154,1 m), con un baglio massimo di 73 piedi 6 pollici (22,4 m) ed un pescaggio di 27 piedi (8,2 m). Era propulsa da due motori alternativi a vapore a quattro cilindri a tripla espansione azionanti due eliche, per un totale di 23 000 cavalli vapore britannici (17 000 kW) teorici in grado di portare la nave a 23 nodi (43 km/h). I motori venivano alimentati da 20 caldaie a tubi d'acqua Babcock & Wilcox e da 6 caldaie cilindriche. La nave poteva caricare fino a  2 150 long ton (2 180 t) di carbone e 600 long ton (610 t) di nafta che veniva spruzzata sul carbone per migliorarne la combustione. A pieno carico poteva viaggiare per 8 130 miglia nautiche (15 060 km) alla velocità di crociera di 10 nodi (19 km/h). L'equipaggio era formato da 789 unità, tra ufficiali e marinai.
Le batterie principali erano formate da sei cannoni da 233,7/46,7 mm BL 9.2-inch Mk X in torrette singole, due per bordo ed una a prua ed a poppa, consentendo una bordata di 4 cannoni. L'armamento secondario era di 10 cannoni da 152,4/50 mm BL 6-inch Mark XI in casamatta, cinque per bordo. Essendo molto bassi sul livello dell'acqua, potevano essere utilizzati solo in condizioni mare calmo. Venti cannoni 47/50 mm Vickers QF 3-pounders erano sistemati su affusti semplici in varie parti della nave: sei, uno su ogni torretta, sei sul castello di prua ed otto su quello di poppa. La nave era dotata di 3 tubi lanciasiluri da 450 mm per siluri da 18 pollici,18-inch torpedo.

## Servizio
Il Black Prince fu impostato il 3 giugno 1903 presso il cantiere navale Thames Ironworks and Shipbuilding Company a Blackwall (Londra). Fu varata l'8 novembre 1904 e completata il 17 marzo 1906. Dall'allestimento, il Black Prince servì nella seconda squadra incrociatori (2nd Squadron) fino al 1907, poi nel 1st Cruiser Squadron nel 1907–1908, nel 5th Cruiser Squadron (Atlantic Fleet) nel 1908–1912 e nel terzo nel 1912–1913.
All'inizio della prima guerra mondiale, il Black Prince fu trasferito al 1st Cruiser Squadron della flotta britannica del Mediterraneo, comandata dal retroammiraglio Ernest Troubridge. Partecipò all'inseguimento della Goeben e della Breslau. Dopo che le navi tedesche raggiunsero i porti ottomani, da metà agosto 1914, la nave fu inviata, con il Duke of Edinburgh, nel Mar Rosso per proteggere i convogli dall'India e per catturare navi mercantili tedesche. Il Black Prince catturò due navi di linea tedesche, la Südmark e l'Istria. Il 6 novembre, fu inviato a Gibilterra per congiungersi con una squadra di navi francesi e britanniche che cercava delle navi da guerra tedesche al largo delle coste africane. La ricerca fu interrotta il 19 novembre, dopo che la posizione della Ostasiengeschwader (squadra dell'Asia orientale) fu trasmessa dai sopravvissuti della battaglia di Coronel. Black Prince fu assegnato alla Grand Fleet nel dicembre del 1914 nel 1st Cruiser Squadron al comando del retroammiraglio Robert Keith Arbuthnot.
Il Black Prince subì, nel marzo 1916, delle modifiche per ovviare agli inconvenienti evidenziati nella battaglia del Coronel: i dieci cannoni da 6 pollici, in casamatta, erano troppo bassi sull'acqua e si allagavano con il mare mosso, quindi furono rimossi dalla casamatta e sostituiti con sei cannoni di pari calibro in affusti scudati posti sul ponte tra i due castelli, tre per bordo.

### Battaglia dello Jutland
La nave partecipò alla battaglia dello Jutland dove fu affondata dalle navi da battaglia della linea tedesca senza lasciare superstiti. Per alcuni anni, dopo la guerra, le circostanze dell'affondamento del Black Prince rimasero un mistero. La flotta britannica perse ogni contatto nella notte del 31 maggio e non fu ritrovato nessun relitto della nave, lasciando aperte le possibilità che ad affondarla potesse essere stato un sommergibile. Nella battaglia, la squadra di incrociatori della Black Prince, il 1st Cruiser Squadron, era schierata come avanguardia, molte miglia davanti alla Grand Fleet, e nell'ingaggio con la flotta tedesca delle 17:42 il Black Prince il contatto gli altri incrociatori. Subito dopo, due incrociatori del 1st Cruiser Squadron, il Defence ed il Warrior furono colpiti duramente dalle navi tedesche, che causarono l'esplosione del Defence e danni gravissimi al Warrior che affondò in seguito.
Dopo questo episodio, non vi furono avvistamenti confermati del Black Prince a parte una trasmissione radio delle 20:45 dove il Black Prince segnalava l'avvistamento di un sommergibile.
Nella notte del 31 maggio, il cacciatorpediniere britannico Spitfire, gravemente danneggiato dallo speronamento da parte della nave da battaglia tedesca Nassau, avvistò quello che poteva essere un incrociatore da battaglia tedesco, con due fumaioli, ben distanziati, così descritto "…una massa di fuoco da prua a poppa, sul ponte principale e tra i ponti inferiori. Fiamme eruttavano da ogni angolo della nave." La nave non identificata esplose attorno alla mezzanotte. In seguito si ipotizzò che la nave in fiamme potesse essere il Black Prince con i due fumaioli centrali collassati o asportati dal tiro tedesco.
Secondo le ricerche basate sui rapporti della marina tedesca il Black Prince scambiò alcuni colpi con la nave da battaglia tedesca Rheinland intorno alle 23:35 GMT, colpendola con due proietti da 6 pollici. Attorno alla mezzanotte il Black Prince incappò nella linea da battaglia tedesca. Cercò di allontanarsi, ma fu troppo tardi. La Thüringen inquadrò il Black Prince con le fotoelettriche ed aprì il fuoco, la prima salva colpì il Black Prince vicino alla torretta di poppa, che fu strappata fuoribordo, al fuoco della Thüringen si unirono almeno altre cinque navi tedesche, tra cui la Nassau, l'Ostfriesland, e la Friedrich der Grosse. Il Black Prince non riuscì a rispondere efficacemente al fuoco. La maggior parte delle navi tedesche aprirono il fuoco da una distanza compresa fra 750 e 1 500 yarde (690 e 1 370 m). La nave fu colpita da almeno 12 proietti di grosso calibro e numerosi colpi dalle batterie secondarie, affondando in 15 minuti. Non ci furono superstiti, tutti i 857 membri dell'equipaggio perirono.
Il sito dove giace il relitto è protetto come sacrario di guerra secondo il Protection of Military Remains Act 1986.